# Campeonato Mundial de Karate de 2016
El Campeonato Mundial de Karate 2016 fue la 23° edición del campeonato. Este evento se disputó en la ciudad de Linz, Austria  entre el 25 y el 30 de octubre de 2016. En esta edición, Japón volvió a consagrarse como la mejor nación del certamen, obteniendo 6 medallas doradas, 2 de plata y una de bronce.

## Medallistas[1]

### Masculino
| Evento             | Oro | Plata | Bronce |
| ------------------ | --- | --- | --- |
| Kata individual    | Ryo Kiyuna Japón | Damián Quintero Capdevila · España ·                                                                               | Ilja Smorguner · Alemania · |
| Kata individual    | Ryo Kiyuna Japón | Damián Quintero Capdevila · España ·                                                                               | Antonio Díaz · Venezuela · |
| Kata por equipos   | Japón Arata Kinjo Ryo Kiyuna Takuya Uemura                                                                          | Francia Lucas Jeannot Enzo Montarello Ahmed Zemouri                                                                | Italia · Mattia Busato · Alessandro Iodice · Alfredo Tocco                                                                         |
| Kata por equipos   | Japón Arata Kinjo Ryo Kiyuna Takuya Uemura                                                                          | Francia Lucas Jeannot Enzo Montarello Ahmed Zemouri                                                                | España · Damián Quintero Capdevila · José Carbonell · Francisco Salazar                                                            |
| Kumite −60 kg      | Amir Mehdizadeh Irán                                                                                                | Geoffrey Berens · Países Bajos ·                                                                                   | Firdovsi Farzaliyev Azerbaiyán |
| Kumite −60 kg      | Amir Mehdizadeh Irán                                                                                                | Geoffrey Berens · Países Bajos ·                                                                                   | Sofiane Agoudjil Francia |
| Kumite −67 kg      | Jordan Thomas Inglaterra                                                                                            | Yves Martial Tadissi · Hungría ·                                                                                   | Steven Dacosta Francia |
| Kumite −67 kg      | Jordan Thomas Inglaterra                                                                                            | Yves Martial Tadissi · Hungría ·                                                                                   | Andrés Madera · Venezuela · |
| Kumite −75 kg      | Rafael Aghayev Azerbaiyán                                                                                           | Omar Abdel Rahman · Egipto ·                                                                                       | Ali Asghar Asiabari Irán |
| Kumite −75 kg      | Rafael Aghayev Azerbaiyán                                                                                           | Omar Abdel Rahman · Egipto ·                                                                                       | Luigi Busà · Italia · |
| Kumite −84 kg      | Ryutaro Araga Japón                                                                                                 | Aykhan Mamayev Azerbaiyán                                                                                          | Zabihollah Poursheib Irán |
| Kumite −84 kg      | Ryutaro Araga Japón                                                                                                 | Aykhan Mamayev Azerbaiyán                                                                                          | Kenji Grillon Francia |
| Kumite +84 kg      | Sajjad Ganjzadeh Irán                                                                                               | Achraf Ouchen Marruecos                                                                                            | Anđelo Kvesić · Croacia · |
| Kumite +84 kg      | Sajjad Ganjzadeh Irán                                                                                               | Achraf Ouchen Marruecos                                                                                            | Herolind Nishevci Kosovo |
| Kumite por equipos | Irán Saeid Ahmadi Bahman Askari Ali Fadakar Sajjad Ganjzadeh Mehdi Khodabakhshi Zabihollah Poursheib Iman Sanchouli | Japón Ryutaro Araga Rikiya Iimura Masaya Ishizuka Hideyoshi Kagawa Ken Nishimura Hiroto Shinohara Daisuke Watanabe | Alemania · Noah Bitsch · Mehmet Bolat · Nico Drexel · Ricardo Giegler · Jonathan Horne · Heinrich Leistenschneider · Robin Winters |
| Kumite por equipos | Irán Saeid Ahmadi Bahman Askari Ali Fadakar Sajjad Ganjzadeh Mehdi Khodabakhshi Zabihollah Poursheib Iman Sanchouli | Japón Ryutaro Araga Rikiya Iimura Masaya Ishizuka Hideyoshi Kagawa Ken Nishimura Hiroto Shinohara Daisuke Watanabe | Francia Amin Bouazza Jessie Da Costa Logan Da Costa Steven Da Costa Marvin Garin Kenji Grillon Corentin Seguy                      |

### Femenino
| Evento             | Oro                                                                 | Plata                                                                        | Bronce                                                                  |
| ------------------ | ------------------------------------------------------------------- | ---------------------------------------------------------------------------- | ----------------------------------------------------------------------- |
| Kata individual    | Kiyou Shimizu Japón                                                 | Sarah Assem · Egipto ·                                                       | Viviana Bottaro · Italia ·                                              |
| Kata individual    | Kiyou Shimizu Japón                                                 | Sarah Assem · Egipto ·                                                       | Sandra Sánchez · España ·                                               |
| Kata por equipos   | Japón Miku Morioka Hikaru Ono Kyosuke Yamashita                     | España · Gema Morales · Margarita Morata · Paula Rodríguez                   | Italia · Sara Battaglia · Viviana Bottaro · Michela Pezzetti            |
| Kata por equipos   | Japón Miku Morioka Hikaru Ono Kyosuke Yamashita                     | España · Gema Morales · Margarita Morata · Paula Rodríguez                   | Turquía Dilara Bozan Rabia Küsmüş Gizem Şahin                           |
| Kumite −50 kg      | Alexandra Recchia Francia                                           | Miho Miyahara Japón                                                          | Radwa Sayed · Egipto ·                                                  |
| Kumite −50 kg      | Alexandra Recchia Francia                                           | Miho Miyahara Japón                                                          | Bettina Plank · Austria ·                                               |
| Kumite −55 kg      | Emilie Thouy Francia                                                | Valéria Kumizaki · Brasil ·                                                  | Wen Tzu-yun República de China                                          |
| Kumite −55 kg      | Emilie Thouy Francia                                                | Valéria Kumizaki · Brasil ·                                                  | Sara Yamada Japón                                                       |
| Kumite −61 kg      | Giana Farouk · Egipto ·                                             | Lucie Ignace Francia                                                         | Anita Serogina · Ucrania ·                                              |
| Kumite −61 kg      | Giana Farouk · Egipto ·                                             | Lucie Ignace Francia                                                         | Ingrida Suchánková · Eslovaquia ·                                       |
| Kumite −68 kg      | Alisa Buchinger · Austria ·                                         | Katrine Pedersen Dinamarca                                                   | Ivona Ćavar Bosnia y Herzegovina                                        |
| Kumite −68 kg      | Alisa Buchinger · Austria ·                                         | Katrine Pedersen Dinamarca                                                   | Marina Raković · Montenegro ·                                           |
| Kumite +68 kg      | Ayumi Uekusa Japón                                                  | Eleni Chatziliadou · Grecia ·                                                | Dominika Tatárová · Eslovaquia ·                                        |
| Kumite +68 kg      | Ayumi Uekusa Japón                                                  | Eleni Chatziliadou · Grecia ·                                                | Hamideh Abbasali Irán                                                   |
| Kumite por equipos | Francia Alizée Agier Leïla Heurtault Lucie Ignace Alexandra Recchia | España · Cristina Ferrer · Laura Palacio · Rocío Sánchez · Cristina Vizcaíno | Estados Unidos Ashley Davis Cheryl Murphy Brandi Robinson Maya Wasowicz |
| Kumite por equipos | Francia Alizée Agier Leïla Heurtault Lucie Ignace Alexandra Recchia | España · Cristina Ferrer · Laura Palacio · Rocío Sánchez · Cristina Vizcaíno | Egipto · Giana Farouk · Yassmin Hamdy · Randa Rousfelt · Nada Sayed     |

## Medallero
País organizador
| Núm.  | País                 | Oro | Plata | Bronce | Total |
| ----- | -------------------- | --- | ----- | ------ | ----- |
| 1     | Japón                | 6   | 2     | 1      | 9     |
| 2     | Francia              | 3   | 2     | 4      | 9     |
| 3     | Irán                 | 3   | 0     | 3      | 6     |
| 4     | Egipto               | 1   | 2     | 2      | 5     |
| 5     | Azerbaiyán           | 1   | 1     | 1      | 3     |
| 6     | Austria              | 1   | 0     | 1      | 2     |
| 7     | Inglaterra           | 1   | 0     | 0      | 1     |
| 8     | España               | 0   | 3     | 2      | 5     |
| 9     | Brasil               | 0   | 1     | 0      | 1     |
|       | Dinamarca            | 0   | 1     | 0      | 1     |
|       | Grecia               | 0   | 1     | 0      | 1     |
|       | Hungría              | 0   | 1     | 0      | 1     |
|       | Marruecos            | 0   | 1     | 0      | 1     |
|       | Países Bajos         | 0   | 1     | 0      | 1     |
| 15    | Italia               | 0   | 0     | 4      | 4     |
| 16    | Alemania             | 0   | 0     | 2      | 2     |
|       | Eslovaquia           | 0   | 0     | 2      | 2     |
|       | Venezuela            | 0   | 0     | 2      | 2     |
| 19    | Bosnia y Herzegovina | 0   | 0     | 1      | 1     |
|       | Croacia              | 0   | 0     | 1      | 1     |
|       | Estados Unidos       | 0   | 0     | 1      | 1     |
|       | Kosovo               | 0   | 0     | 1      | 1     |
|       | Montenegro           | 0   | 0     | 1      | 1     |
|       | República de China   | 0   | 0     | 1      | 1     |
|       | Turquía              | 0   | 0     | 1      | 1     |
|       | Ucrania              | 0   | 0     | 1      | 1     |
| Total | Total                | 16  | 16    | 32     | 64    |

## Naciones participantes
En este certamen compitieron 1024 atletas de 118 naciones. A continuación se muestra, entre paréntesis, el número de competidores que representaron a cada nación:
| - Afganistán (2) - Albania (3) - Alemania (14) - Andorra (1) - Arabia Saudita (8) - Argelia (14) - Argentina (5) - Armenia (6) - Australia (11) - Austria (15) - Azerbaiyán (14) - Bangladés (7) - Bélgica (9) - Bielorrusia (7) - Bosnia y Herzegovina (14) - Botsuana (4) - Brasil (16) - Bulgaria (8) - Camerún (10) - Canadá (15) - Catar (4) - Chad (12) - Chile (13) - China (13) - Chipre (3) - Colombia (6) - Corea del Sur (10) - Costa de Marfil (1) - Costa Rica (3) - Croacia (16) - Curazao (2) - Dinamarca (14) - Ecuador (10) - Egipto (16) - Emiratos Árabes Unidos (6) - Escocia (1) - Eslovaquia (15) - Eslovenia (13) - España (16) - Estados Unidos (16) | - Estonia (4) - Finlandia (8) - Fiyi (2) - Francia (16) - Gales (6) - Georgia (7) - Ghana (11) - Grecia (11) - Guatemala (7) - Hong Kong (14) - Hungría (12) - India (16) - Indonesia (13) - Inglaterra (13) - Irán (16) - Irak (8) - Irlanda (12) - Islandia (5) - Israel (9) - Italia (16) - Japón (16) - Jordania (4) - Kazajistán (13) - Kenia (15) - Kirguistán (7) - Kosovo (8) - Letonia (3) - Líbano (2) - Libia (4) - Luxemburgo (2) - Macao (9) - Macedonia del Norte (12) - Madagascar (2) - Malasia (7) - Mali (3) - Malta (1) - Marruecos (10) - México (14) - Moldavia (2) - Montenegro (12) | - Mozambique (8) - Nepal (1) - Nicaragua (4) - Noruega (4) - Nueva Zelanda (9) - Omán (2) - Países Bajos (10) - Pakistán (1) - Palestina (2) - Papúa Nueva Guinea (4) - Paraguay (3) - Perú (13) - Polonia (15) - Portugal (15) - Puerto Rico (1) - República Checa (7) - República de China (11) - República del Congo (6) - República Dominicana (14) - Ruanda (2) - Rumania (15) - Rusia (16) - San Marino (1) - Senegal (9) - Serbia (16) - Sri Lanka (5) - Sudáfrica (13) - Suecia (2) - Suiza (11) - Tailandia (3) - Túnez (13) - Turquía (16) - Ucrania (15) - Uruguay (2) - Uzbekistán (10) - Venezuela (12) - Vietnam (7) - Yemen (1) |